# Афренг
Афренг (фр. Affringues) насеље је и општина у североисточној Француској у региону Север-Па де Кале, у департману Па де Кале која припада префектури Сент Омер.
По подацима из 2011. године у општини је живело 213 становника, а густина насељености је износила 75,8 становника/km². Општина се простире на површини од 2,81 km². Налази се на средњој надморској висини од 73 метара (максималној 158 m, а минималној 52 m).

## Демографија
| 1962. | 1968. | 1975. | 1982. | 1990. | 1999. | 2011. |
| ----- | ----- | ----- | ----- | ----- | ----- | ----- |
| 117   | 123   | 145   | 166   | 219   | 203   | 213   |

График промене броја становника у току последњих година